# Amt Jüterbog

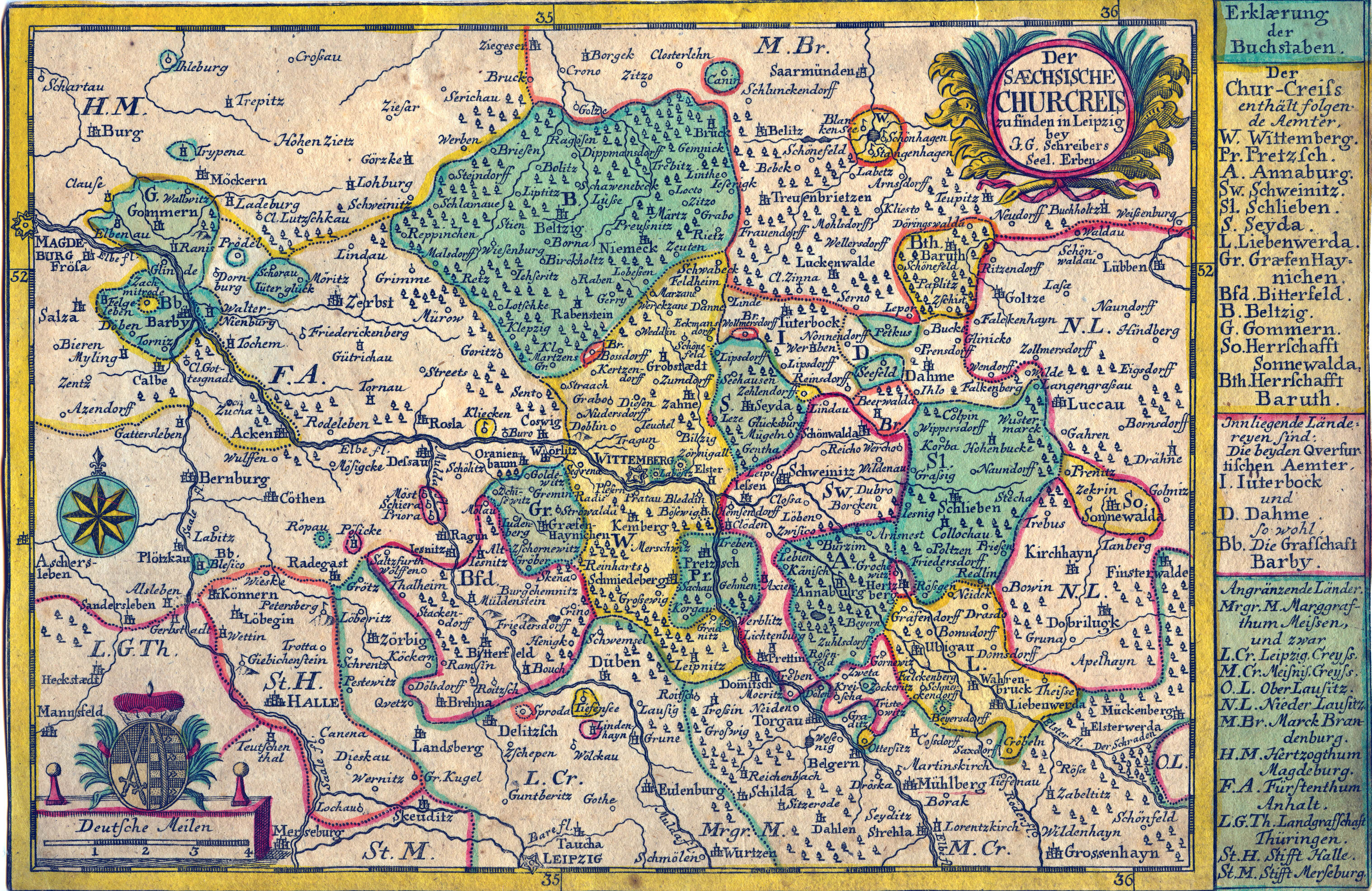
Der Kurkreis Sachsen mit seinen Ämtern im 18. Jahrhundert

Die Vogtei Jüterbog war im Hoch- und Spätmittelalter eine Verwaltungseinheit des Erzstifts Magdeburg. Im Laufe des 15. Jahrhunderts, wandelte sich der Begriff zu Schloßamt (Jüterbog) bzw. Amt Jüterbog. 1635 wurde das Amt Jüterbog vom Kurfürstentum Sachsen annektiert. Von 1657 bis 1746 war es Bestandteil des Herzogtums Sachsen-Weißenfels, fiel 1746 zurück an das Kurfürstentum Sachsen (ab 1806 Königreich Sachsen) und wurde 1815 von Preußen annektiert. 1817 wurde das Amt Jüterbog aufgelöst, einige Aufgaben wurden vom Amt Zinna übernommen. Das Gebiet des Amtes ging im neuen Kreis Jüterbog-Luckenwalde auf. Heute liegt das Gebiet des ehemaligen Amtes vollständig innerhalb des Landkreises Teltow-Fläming (Brandenburg). 1817 hatte das Amt Jüterbog 3207 Einwohner.

## Geographische Lage
Das Amt Jüterbog grenzte um 1800 im Norden an die Stadt Treuenbrietzen und das Amt Zinna, im Osten an das Amt Dahme, die zum Amt Seyda gehörige Exklave Niederseefeld und das Ländchen Bärwalde, im Süden an die Ämter Schweinitz und Seyda, und im Westen an das Amt Wittenberg und das Amt Belzig sowie die zum Amt Seyda gehörige Exklave Kurzlipsdorf.

## Geschichte
Der Ursprung des Amtes, bzw. der Vogtei, wie die Verwaltungseinheit im ausgehenden Mittelalter genannt wurde, liegt im Dunkeln. Wahrscheinlich geht sie auf den ursprünglichen Burgward zurück, d. h. den Bereich, der im 12./13. Jahrhundert der Burg bei Jüterbog unterstand. Sie gehörte damit auf jeden Fall zur terra Jüterbog, dem Land Jüterbog, das aber sicher größer war. Welchen Umfang das Land Jüterbog letztlich hatte, ist in der Forschung umstritten, aber für den Umfang des Amtes Jüterbog auch ohne Belang.
Die verschwundene Burg von Jüterbog lag nordwestlich der heutigen Vorstadt Damm, die als Suburbium der Burg entstanden ist. Die dortige Liebfrauenkirche war die Hauptkirche des Landes Jüterbog. Heute ist das Gelände der Burg, in spätmittelalterlichen Urkunden auch als Schloss bezeichnet, zu einem Parkgelände umgestaltet. Der Verlauf der alten Gräben ist im Osten, Südosten und Norden noch zu erkennen. Die eigentliche Stadt Jüterbog wurde östlich der Burg und des Suburbiums Damm angelegt und erhielt 1174 Stadtrecht. 1217 werden ein Vogt und ein Schultheiß genannt. Im weiteren Verlauf der Geschichte erlangte das Schulzenamt die alleinige Stadtgerichtsbarkeit und das zur Stadt gehörige direkte Umland (Stadtgericht). Die Vorstadt Damm sowie das weitere Umland mit den ursprünglich zum Burgward gehörigen Dörfern blieb dem Vogt unterstellt (Landgericht). Das Stadtrichteramt wurde 1310 von Erzbischof Burhard II. an Christian v. Klitzing erblich verliehen. Es wurde 1412 zum Schloss zurückgekauft. Allerdings hatte auch der Rat der Stadt gewisse Rechte erhalten. So übte er die volle Gerichtsbarkeit über die Stadtflur außerhalb der Wälle aus und beanspruchte diese auch auf den Straßen, öffentlichen Plätzen, kirchlichen und öffentlichen Gebäuden und Buden, nicht jedoch über die alten Hausstellen. Ferner übte er die freiwillige Gerichtsbarkeit aus. Bei dieser Gemengelage der Zuständigkeiten kam es häufig zu Streitereien zwischen Vogt und Rat der Stadt, die oft genug der Landesherr schlichten und entscheiden musste. 1688 bis 1701 hatte der Rat der Stadt das Stadtgericht pachtweise inne, 1751 konnte der Rat das Stadtrichteramt käuflich erwerben. Stadtgericht und Landgericht wurden 1817 zum Stadt- und Landgericht Jüterbog vereinigt.
1553 wurden dem Amt Jüterbog die vier Klosterdörfer (Dalichow, Höfgen, Kaltenborn und Lindow), d. h. der Besitz des (aufgelösten) Zisterzienserinnen-Klosters in Damm zugeordnet.
Innerhalb des Herzogtum Sachsen-Weißenfels bildeten die Ämter Jüterbog und Dahme den Jüterbogschen Kreis.

## Umfang des Amtes
Nach dem, allerdings erst spät im 17. Jahrhundert dokumentierten Umfang des Amtes und unter Berücksichtigung von dessen territorialen Verlusten durch Abtretungen und Dorfwüstungen gehörten zur Vogtei Jüterbog bzw. später zum Amt Jüterbog folgende Dörfer:
- Jüterbog (schriftsässige Kreisstadt)
- Vorstadt Damm
- Vorstadt Neumarkt
- Beiersdorf (später wüste Feldmark)
- Bochow (inkl. Lüttgenbochow, inkl. Grünthal'sche Hufen (1492/96))
- Borgisdorf (mit WFM Schmidtdorf (1492/96))
- Bransdorf (später wüste Feldmark und Vorwerk, 1492/96 zu Werbig)
- Dalichow (Klosterdorf)
- Dennewitz
- Fröhden (mit Dalmis- und Wendemarkhufen (1492/96)), 1612 an v. Klitzing abgetreten und dann schriftsässig
- Gräfendorf (nur anteilig, fünf Bauern)
- Grünthal (später wüste Feldmark, bei Bochow (1492/96))
- Höfgen (Klosterdorf)
- Hohenahlsdorf (1494 an Benedict Frödemann gegen acht Schmidtdorfer Hufen)
- Hohengörsdorf
- Kähnsdorf (später wüste Feldmark, 1492/96 zu Langenlipsdorf, Langenlipsdorfer geben 15 Scheffel Roggen und 15 Scheffel Hafer Pacht von der WFM Kähnsdorf)
- Kaltenborn (Klosterdorf)
- Körbitz
- Langenlipsdorf (mit wüster Feldmark Kähnsdorf (1492/96))
- Lichterfelde
- Lindow (Klosterdorf)
- Malterhausen (schriftsässig)
- Markendorf, 1612 an v. Klitzing abgetreten und schriftsässig
- Niedergörsdorf mit einem Krüger (1492/96)
- Reinsdorf (lag wüst, wurde 1492 wieder aufgebaut)
- Rohrbeck, mit zwei Schulzen (1492/96)
- Schmidsdorf (später wüste Feldmark)
- Welsickendorf, schriftsässiges Rittergut
- Werbig (mit einem Krüger und WFM Bransdorf (1492/96))

Weiter bildeten Udersburg und der Abtshof in Jüterbog; die drei Vorwerke Kappan, Waldau und die Vorburg die sogenannte Schlossdomäne. Außerdem besaß das Amt noch Getreideeinnahmen in den Dörfern Sernow, Riesdorf, Mellnsdorf und Wölmsdorf. Innerhalb des Amtsgebietes lag mit Wölmsdorf eine preußische Exklave.
Die Orte des erzstiftisch-magdeburgisch, später kursächsischen Amtes Jüterbog gehören heute zu den Gemeinden Niederer Fläming, Nuthe-Urstromtal, Niedergörsdorf und der Stadt Jüterbog (alle Gemeinden im südlichen Teil des Landkreises Teltow-Fläming, Brandenburg gelegen).

### Geschichte des Amtes
1533 verkaufte Erzbischof Albert von Magdeburg das Amt Jüterbog wiederkäuflich auf 20 Jahre an Lippold v. Klitzing. Klitzing wurde Amtshauptmann in Jüterbog. 1612 wurden die Orte Fröhden und Markendorf an die Fam. v. Klitzing abgegeben. Nach dem Prager Traditionsrezess von 1635 musste das Erzstift Magdeburg die Ämter Jüterbog und Dahme an das Kurfürstentum Sachsen abtreten. Dies kam nach dem Landtag von Calbe 1638 auch tatsächlich zustande. Bei der Errichtung der Sekundogeniturfürstentümern in Sachsen 1657 kamen die beiden Ämter zum Herzogtum Sachsen-Weißenfels. 1663 wurden sie mit dem Fürstentum Sachsen-Querfurt vereinigt. Das Fürstentum Sachsen-Querfurt gliederte sich in den Querfurtschen Kreis und in den Jüterbogischen Kreis. Der Jüterbogische Kreis enthielt die beiden Ämter Jüterbog und Dahme. Die Linie der Weißenfelser Herzöge erlosch 1746 und das Fürstentum Sachsen-Querfurt (mit den Ämtern Jüterbog und Dahme) fiel an Kursachsen zurück. 1815 wurde die Stadt Jüterbog und das Amt Jüterbog von Preußen annektiert. 1817 wurde das Amt Jüterbog aufgelöst und die Rentenverwaltung dem Amt Zinna übertragen. Die Stadt Jüterbog und das Gebiet des Amtes Jüterbog kamen zum neugegründeten Jüterbog-Luckenwaldischen Kreis, später Kreis Jüterbog-Luckenwalde bzw. Landkreis Jüterbog-Luckenwalde.
Bei seiner Auflösung 1817 gehörten noch folgende Orte zum Amt:
- die Stadt Jüterbog
- Vorstadt Damm mit Freigut Udersburg
- die Vorstadt Neumarkt
- Bochow (mit wüster Feldmark Grünthal)
- Borgisdorf (mit wüster Feldmark Schmidsdorf)
- Dalichow
- Dennewitz
- Hohen- und Niedergörsdorf
- Höfchen
- Kaltenborn
- Körbitz (mit wüster Feldmark Beiersdorf)
- Langenlipsdorf (mit wüster Feldmark Kähnsdorf)
- Lichterfelde
- Lindow
- Reinsdorf nebst Vorwerk
- Rohrbeck
- Werbig nebst Vorwerk Bransdorf
- das Vorwerk Kappan[3].

## Vögte und Amtleute
- 1210 Gerich
- 1316 Heinrich Schenk von Flechtingen
- um 1366 Busso Thaus, genannt Duze, zugleich Stiftshauptmann des Stiftsheeres
- 1370 Kuno Zerngiebel
- 1376 Werner von Heinrichsdorf auf Blankensee
- 1386 Bothe von Eilenburg
- 1401 Curt aus dem Winkel
- 1414 Jacob Bennendorf, Vogt und Amtmann von Jüterbog und Dahme
- 1419 Christian Witzleben, Hauptmann zu Jüterbog und Dahme
- 1439 Giesler von Dieskau
- 1442 Kurt von Dieskau
- 1443 Hans von Schlieben
- 1449 Hennig (von) Quast
- 1456 Veit von Sanne
- 1460 Albrecht von Lipzke
- 1472 Hans von Marschalk
- 1475 Cuno und Caspar von Thümen
- 1483 Georg Schenk von Tautenburg
- 1486 Kuno von Thümen
- 1492 bis 1496 Georg von Thümen
- 1504 Benedict Frödemann
- 1508 Lorenz Pözel
- 1511 Ludwig von Kaniz
- 1526 Georg von Thümen
- 1533 bis 1562 Lippold von Klitzing, u. Amtshauptmann zu Dahme[4]
- 1593 Otto von Schlegel
- 1598 Johann von Saalgast
- 1610 Hans von Rochow-Plessow
- 1624 Georg von Löben
- 1624 Nicolaus von Rossow,
- 1642 bis 1655 Amtshauptmann Melchior von Schlomach
- 1660 Ernst Friedrich von Schlomach[5]

## Amtshauptleute (unvollständig)
- 1630 Daniel II. von Rochow-Plessow (1586–1656), Amtshauptmann zu Dahme[6]
- 1680/86 Adam Ernst (von) Löser, Amtshauptmann zu Dahme[7]
- 1705 Alexander Friedrich von Schönermark, auf Ahlsdorf
- 1732 August Christian Johann von Thümen-Blankensee (1724–1792), kurfürstlich sächsischer Amtshauptmann, Kreisdirektor von Jüterbog und Dahme.[8][9]
- Hans Sigismund von Raschkau(w) (1693–1756), stammt aus dem (Märkischen) Uradel der Landschaften Jüterbog und Dahme[10][11]
- 1755 Christian von Schönermark
- 1763 Gottlob von Thermo
- 1774 Johann von Thümen
- Friedrich von Kleist, auf Mehlsdorf, Creysdirector,[12] Ritter des Johanniterordens[13]

## Belege